# Швейцарівка (район Чернігова)
Швейцарівка — історично сформована місцевість (район) Чернігова, розташована на території Деснянського адміністративного району, на півночі району біля проспекту Миру.

## Історія
У період 1929-1973 років село Швейцарівка Чернігівського району включене до складу міста. За даними топографічної карти 1943 року, село розташовувалось на північ від Нових казарм і села Червоний Хутір, на південний захід від Старих казарм. 
На захід від Швейцарівки в урочищі Рашевщина була розташована садиба художника і скульптора Івана Рашевського (проспект Миру, 116). Будинок був зруйнований в 2000-і роки, наразі планується створити на його місці мистецький сад імені художника. 

## Географія
Колишнє село Швейцарівка розташоване на заході центральної частини Деснянського району Чернігова — на схід від проспекту Миру — в долині (лівий берег) струмка Чорторийка, що впадає в річку Стрижень. Забудова представлена тільки приватними будинками. 

## Транспорт
Маршрути автобусів і тролейбусів проходять по проспекту Миру. 